# Schoolstraat (Groningen)
De Schoolstraat is een straat in de binnenstad van Groningen. De straat loopt tussen de Sint Jansstraat en de Poelestraat. Ten nooren van de Sint Jansstraat gaat de straat over in de Singelstraat, ten zuiden van de Poelestraat in de Achter de Muur. De straat is een deel van een ring van straten die aan de binnenzijde van de oudste stadsomwalling liggen, die ooit allemaal bekend stonden als Achter de Muur. Op de hoek van de huidige Schoolstraat en de Popkenstraat werd in 1854 de Oosterstadsschool gebouwd waarnaar de straat is vernoemd. Eerder stond op die plek het refugium van het klooster Bloemhof. De school is inmiddels ook gesloopt om plaats te maken voor Forum Groningen.

## Monumenten
De straat telt drie rijksmonumenten, en een gemeentelijke monument. 
| Adres                                 | Beschrijving                                                          | Monument  | Foto                           |
| ------------------------------------- | --------------------------------------------------------------------- | --------- | ------------------------------ |
| Schoolstraat 2,4,6 (hoek Poelestraat) | Woonhuis. 16e-/17e-eeuws, verbouwd tot appartementen.                 | RM 486313 | Schoolstraat 2,4,6, Groningen  |
| Schoolstraat 3 en 5                   | Langgerekt huis twee bouwlagen onder steil zadeldak, begin 17e eeuw   | GM 103245 | Schoolstraat 3 en 5, Groningen |
| Schoolstraat 7,9,11                   | Eenvoudig pand, vijf traveeën breed met kroonlijsten zesruitsvensters | RM 18674  | Muurstraat 12, Groningen       |
| Schoolstraat 13                       | Ommelanderhuis                                                        | RM 18675  | Muurstraat 12, Groningen       |

Achter de Muur · 
Akerkhof · 
Akerkstraat · 
Broerstraat · 
Brugstraat ·
Bruine Ruiterstraat ·
Burchtstraat · 
Butjesstraat ·
Carolieweg ·
Coehoornsingel · 
Donkersgang · 
Driften · 
Emmaplein · 
Folkingestraat · 
Folkingedwarsstraat ·
Ganzevoortsingel · 
Gasthuisstraatje ·
Gedempte Kattendiep ·
Gedempte Zuiderdiep ·
Gelkingestraat ·
Grote Kromme Elleboog ·
Grote Markt ·
Guldenstraat ·
Guyotplein ·
Haddingestraat ·
Haddingedwarsstraat ·
Hardewikerstraat ·
Hereplein · 
Herebinnensingel ·
Heresingel ·
Herestraat ·
Hoekstraat ·
Hofstraat ·
Hoge der A ·
Hoogstraatje ·
Jacobijnerstraat ·
Kleine der A ·
Kattenhage ·
Kleine Kromme Elleboog ·
't Klooster ·
Kostersgang ·
Koude Gat ·
Kreupelstraat ·
Kwinkenplein ·
De Laan ·
Lage der A ·
Lopende Diep ·
Lutkenieuwstraat ·
Marktstraat ·
Martinikerkhof ·
Munnekeholm ·
Muurstraat ·
Naberstraat ·
Nieuwe Boteringestraat ·
Nieuwe Ebbingestraat ·
Nieuwe Kerkhof ·
Nieuwe Kijk in 't Jatstraat ·
Nieuwe Markt ·
Nieuwstad ·
Noorderhaven ·
Oosterstraat ·
Ossenmarkt ·
Oude Boteringestraat ·
Oude Ebbingestraat ·
Oude Kijk in 't Jatstraat ·
Papengang ·
Pausgang · 
Pelsterstraat ·
Peperstraat ·
Poelestraat ·
Praediniussingel ·
Rademarkt ·
Radesingel ·
Reitemakersrijge ·
Rode Weeshuisstraat ·
Schoolstraat · 
Schoolholm · 
Schuitemakersstraat ·
Schuitendiep · 
Sieboldsgang · 
Singelstraat · 
Sint Jansstraat ·
Sint Walburgstraat ·
Spilsluizen ·
Stationsstraat ·
Steentilstraat ·
Stoeldraaierstraat · 
Torenstraat · 
Turfstraat ·
Turfsingel ·
Turftorenstraat ·
Ubbo Emmiussingel ·
Vismarkt ·
Visserstraat ·
Waagstraat ·
Zoutstraat ·
Zwanestraat